# Alfredo Binda

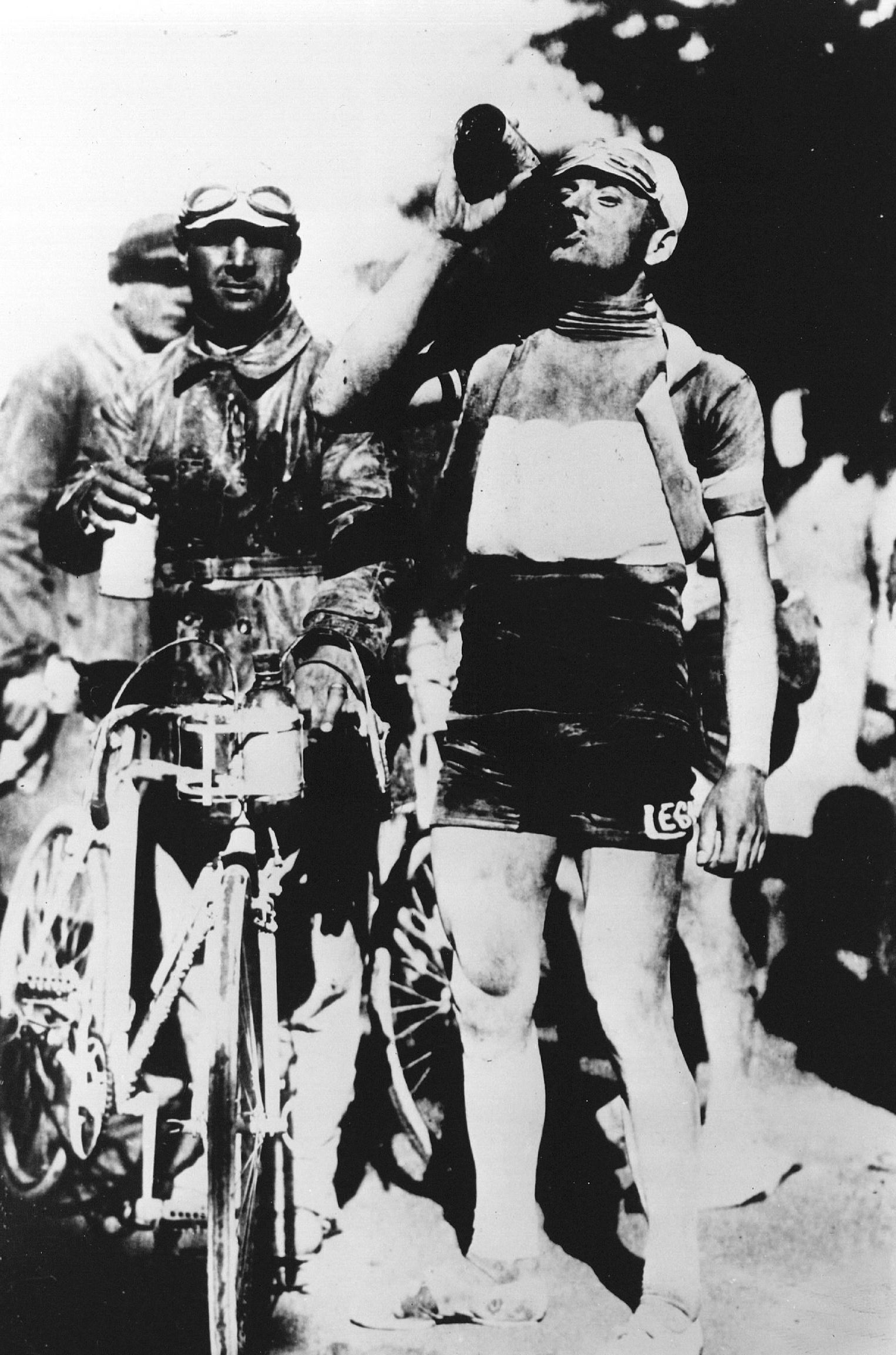
Binda em 1924

Alfredo Binda (Cittiglio, 11 de agosto de 1902 — Cittiglio a 11 de julho de 1986) foi um ciclista italiano que atuou entre os anos de 1922 e 1936.
Suas vitórias em três campeonatos mundiais, cinco Giros, duas Milão-Sanremo e quatro Giro di Lombardia comprovam a imensa capacidade que Binda possuia. Seu recorde de vitórias no Giro d'Italia somente foi alcançado em 1953 pelo lendário Fausto Coppi.
Bonito, robusto e talentoso, ele foi indiscutivelmente a primeira superestrela do Giro d'Italia. Ele foi um ciclista muito popular e tornou-se o arquétipo do competidor de provas por etapa moderno combinando sua força de um ciclista das provas clássicas de um dia com uma incrível capacidade para escaladas.
Foi o vencedor do Giro d'Italia em 1925, 1927, 1928, 1929 e 1933 .